# Lubna de Cordoue
Lubna de Cordoue, bint abd-al-Mawlâ al-Andalusiyya, est une intellectuelle andalouse de la seconde moitié du Xe siècle ; elle serait morte en 984 ou 986, peut-être réfugiée dans un palais de Carmona (en actuelle Espagne). Ses sujets de prédilections sont la grammaire et la poésie mais aussi les sciences et les mathématiques. Elle est la secrétaire du calife de Cordoue Al-Hakam II, (al-Mustansir bi-llah, 915-976) grand défenseur de la culture.

## Biographie
Issue d’une famille chrétienne ibérique, nous ne savons pas si elle est née esclave ou si elle l’est devenue. Elle est élevée au sein du palais de Abd-al-Rahman III où elle se fait remarquer par son intelligence et finit par obtenir un statut élevé dans le royaume.
En effet, elle commence en tant que copiste puis elle est chargée de reproduire, d’écrire et de traduire de précieux manuscrits au sein de la bibliothèque de Cordoue qui comptait, à cette époque, près de 500 000 livres. Puis elle devient la secrétaire particulière de Al-Hakam II, fils et successeur de Abd-al-Rahman III. Le calife lui accorde une telle confiance qu’il lui confie l’autorisation de signer en son nom.
Les sources manquent de fiabilité pour pouvoir l’assurer, mais elle aurait été avec le rabbin Hasdaï ibn Shaprut à l’initiative de la création de la fabuleuse bibliothèque de Madinat al-Zahra. De même, il n'est pas exclu qu’elle ait fait partie des émissaires envoyés en Orient afin de ramener de nouveaux ouvrages en Andalousie et d’enrichir la bibliothèque de Cordoue.
Elle est en effet réputée comme experte dans l’acquisition de nouveaux manuscrits qu’elle annote et commente en indiquant leur provenance, l’auteur ainsi qu’une brève revue de l’ouvrage.
L'écrivaine anglo-pakistanaise Kamila Shamsie émet l’hypothèse que Lubna serait le résultat de la construction de deux ou trois femmes qui œuvraient à la cour de Cordoue.

## Contexte
Durant les quinze ans du règne de Al-Hakam II, vingt-sept écoles publiques ont été ouvertes afin d’y enseigner aux enfants démunis ou orphelins. Pour cela le calife rétribuait généreusement des professeurs.
Selon les chroniques arabes, à l’époque d’Al-Hakam II, il pouvait y avoir, dans certains quartiers de la ville, plus de 170 femmes lettrées chargées de copier des livres, ce qui donne une idée de la culture mais aussi de la place des femmes sous le règne de ce calife éclairé. Outre Lubna, l’histoire a retenu le nom de Fatima, une autre secrétaire d’Al-Hakam II.

## Hommages et inspirations

### Biographies et études historiques
Le biographe et ahl al-Hadith Ibn Bashkuwal (en) , dans son livre sur la biographie des grandes personnalités de l’Andalousie ,réserve une biographie à Lubna de Cordoue qu’il dépeint en ces termes : “Lubna, la secrétaire du calife al-Hakam ibn Abd al-Rahman : elle était habile en écriture, grammairienne, poétesse, perspicace en arithmétique et sa connaissance des mathématiques était vaste et grande. Elle a participé à la science. Il n'y avait pas plus noble qu’elle à la cour.”
Elle est également citée dans un livre de biographie des linguistes et grammairiens du savant égyptien Al-Suyuti
D'après l'historien français Louis-Félix de La Salle de Rochemaure, le Monge de Montaudon, troubadour auvergnat qui parcourut l'Espagne tant chrétienne que musulmane, se serait fortement inspiré de ses vers et les aurait transposés dans ses textes en langue occitane.

### Romans
- Magdalena Lasala (es), La estirpe de la mariposa, 1999[9].
- Olivier Gaudefroy (es), Lubna, la copiste de Cordoue, Turquoise, 2019.

### Bandes dessinées
- Wilfrid Lupano et Léonard Chemineau, La bibliomule de Cordoue, 2021.

### Toponymie
- En 2019, le Conseil municipal de la ville de Cordoue a donné son nom à une des rues de la ville qui s’appelle à présent “Avenida Escriba Lubna”[10].